# Heraclonas
Heraclonas ou Heráclio II (em grego: Ηρακλωνάς, Hēraklōnas; Constantinopla, 626 - prov. Rodes, ?) filho de Heráclio e da sua sobrinha Martina, foi um imperador bizantino que governou o Império entre abril/maio e setembro de 641, em conjunto com o seu meio-irmão Constantino III.
Tendo ascendido ao trono após a morte do pai foi, no entanto, a sua mãe que governou de facto o império. Com o apoio do exército de Trácia, Martina deu início a uma campanha para afastar os apoiantes de Constantino III, e em particular o seu tesoureiro Philagrios. A instabilidade política interna coincidiu com as invasões árabes do Egito e com a deserção de um número significativo de generais. Com a oposição do senado e das tropas na Ásia Menor, Heraclonas viu-se obrigado a abdicar de parte do poder. É neste contexto que Constante II, filho do seu meio-irmão Constantino III, é proclamado co-imperador.
No entanto, Pouco tempo depois, a revolta levada a cabo por Valentino expulsa a família de Heraclonas, o qual se exila com a mãe e os irmãos em Rodes, onde provavelmente terá morrido.